# Pyrinia acutipennis
Pyrinia acutipennis är en fjärilsart som beskrevs av Max Joseph Bastelberger 1907. Pyrinia acutipennis ingår i släktet Pyrinia och familjen mätare. Inga underarter finns listade.